# سفارة لوكسمبورغ في فرنسا
سفارة لوكسمبورغ في فرنسا هي أرفع تمثيل دبلوماسي لدولة لوكسمبورغ لدى فرنسا. تقع السفارة في وهي تهدف لتعزيز المصالح اللوكسمبورغية في فرنسا.

## وصلات خارجية
- الموقع الرسمي
- قائمة سفارات لوكسمبورغ
- قائمة السفارات في فرنسا